# Sénéchal

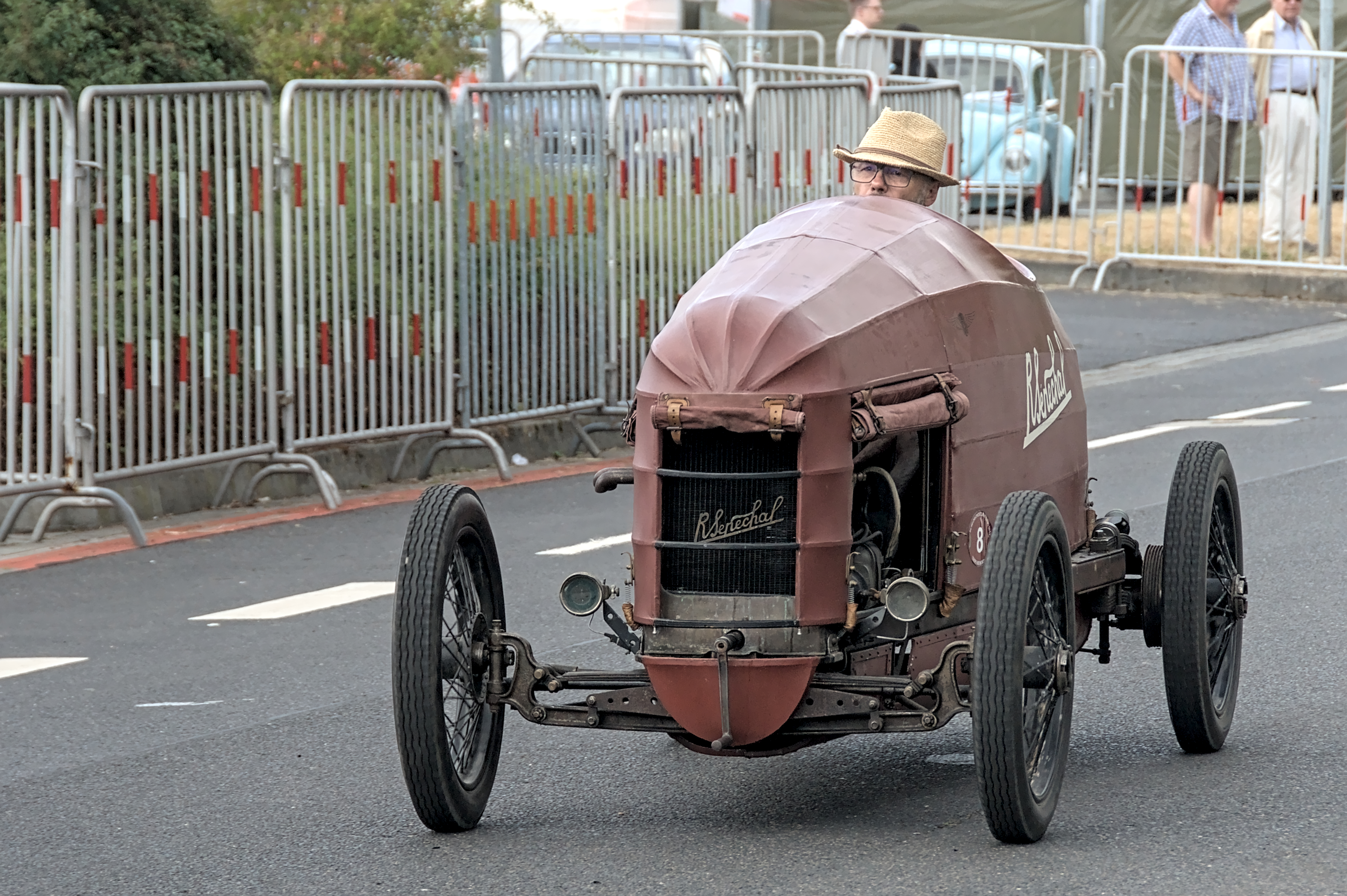
Sénéchal Super Sport Prototyp von 1921 bei den Classic Days 2022

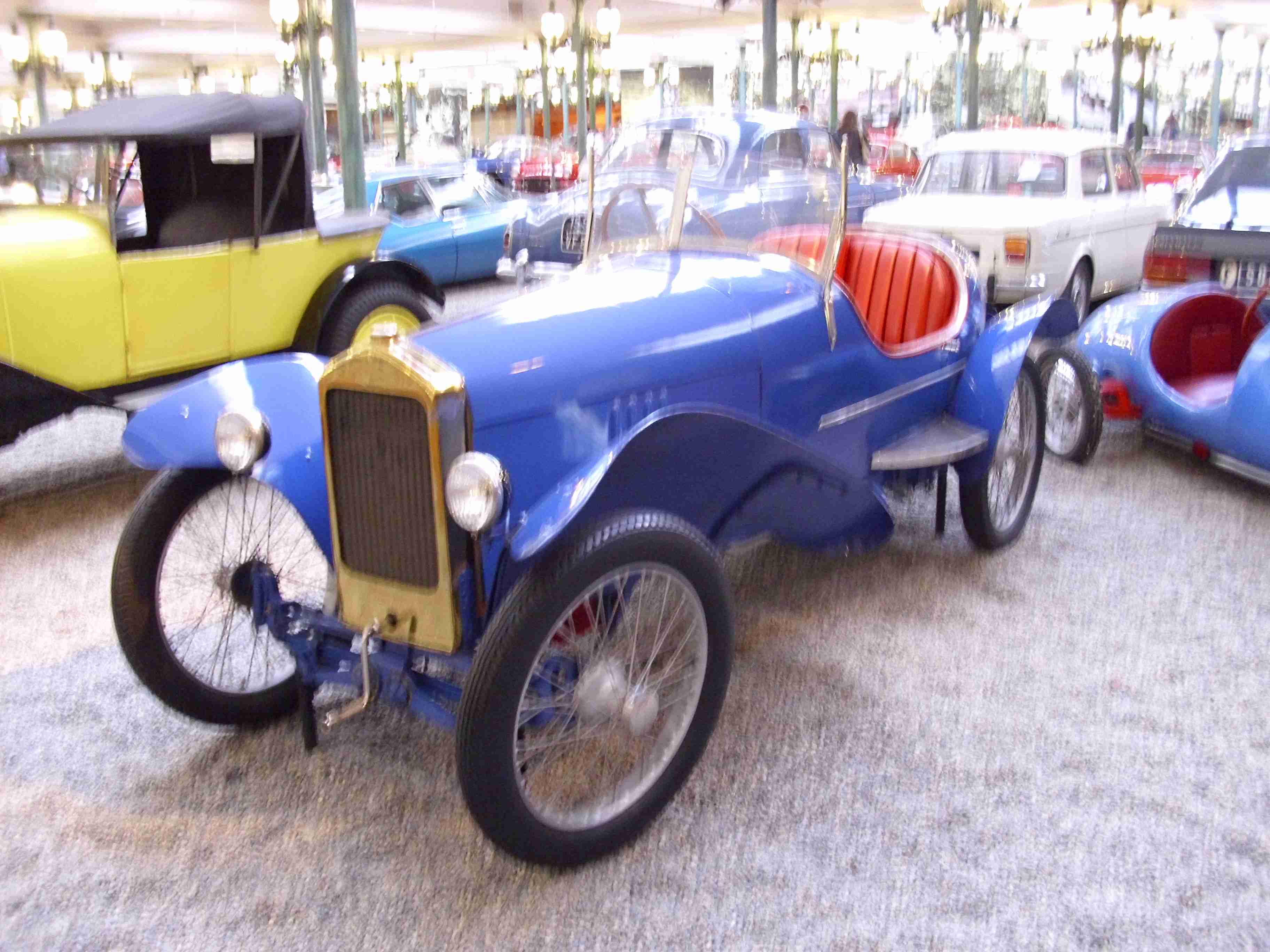
Sénéchal von 1925 in der Cité de l’Automobile – Musée National – Collection Schlumpf

Sénéchal war ein französischer Hersteller von Automobilen.

## Unternehmensgeschichte
Der Rennfahrer Robert Sénéchal (1892–1985) gründete 1921 das Unternehmen in Courbevoie zur Produktion von Automobilen. Der Markenname lautete Sénéchal. 1925 erfolgte eine Umbenennung in Société Industrielle et Commerciale, als Chenard & Walcker das Unternehmen übernahm. 1929 endete die Produktion.

## Modelle
Das Unternehmen stellte kleine, offene, sportliche Zweisitzer her. Für den Antrieb sorgte in den meisten Fällen ein Einbaumotor von Ruby und in wenigen Fällen von Train und Chapuis-Dornier. Das erste Modell B 4 besaß einen Vierzylinder-Einbaumotor von Ruby mit 900 cm³ Hubraum. 1922 wurde dieses Modell als Sport bezeichnet, und das Modell Grand Sport mit einem Hubraum von 975 cm³ erschien. 1923 wurde das Modell Sport eingestellt, dafür wurde ein Modell mit 1100 cm³ vorgestellt. Ab 1925 kamen Motoren von Chenard & Walcker zum Einsatz. 1927 bestand das Angebot aus den Modellen SZ mit 975 cm³ und 1500 Spéciale mit 1500 cm³ Hubraum.
Ein Fahrzeug dieser Marke ist in der Cité de l’Automobile in Mülhausen zu besichtigen.